# Fringilla polatzeki
Fringilla polatzeki (лат.) — вид воробьиных птиц из семейства вьюрковых. До 2015 года считался подвидом Fringilla teydea, однако опубликованное в марте 2016 исследование показало независимость этих видов друг от друга.
Название вида связано с именем австрийского орнитолога Йоханна Полатцека (1838/1839—1927) (Johann Polatzek).

## Распространение
Эндемики острова Гран-Канария (Канарские острова, Испания). Обитают в гористой части острова, в лесах, поросших Pinus canariensis.

## Описание
Внешний вид повторяет облик Fringilla coelebs. По размеру представители вида мельче Fringilla teydea. Другие различия состоят в том, что у них имеются две ярко выраженные белые полосы на крыльях, более белый живот и менее синие оттенки окраски.
Самки тускло-серо-коричневые.

## Биология
Питаются в основном семенами сосны. В кладке два яйца.

## Охранный статус
МСОП присвоил виду охранный статус EN. Популяция этих птиц очень невелика, ареал ограничен сосновыми лесами острова.